# Wong Foo, kösz mindent! – Julie Newmar
A Wong Foo, kösz mindent! – Julie Newmar (eredeti cím: To Wong Foo, Thanks for Everything! Julie Newmar) 1995-ös amerikai filmvígjáték Beeban Kidron rendezésében. A főszerepben Wesley Snipes, Patrick Swayze és John Leguizamo látható.
A filmet az Egyesült Államokban 1995. szeptember 8-án mutatták be.

## Rövid történet
Három transzvesztita királynő átutazik az országon, mígnem autójuk lerobban, és egy kisvárosban ragadnak.

## Szereplők
| Karakter              | Színész           | Magyar hang            |
| --------------------- | ----------------- | ---------------------- |
| Noxeema Jackson       | Wesley Snipes     | Laklóth Aladár         |
| Vida Boheme           | Patrick Swayze    | Szakácsi Sándor        |
| Chi-Chi Rodriguez     | John Leguizamo    | Felföldi László        |
| Carol Ann             | Stockard Channing | Csere Ágnes            |
| Beatrice              | Blythe Danner     | Antal Olga             |
| Virgil                | Arliss Howard     | Sinkovits-Vitay András |
| Bobby Ray             | Jason London      | Fazekas István         |
| Dollard seriff        | Chris Penn        | Kőszegi Ákos           |
| Merna                 | Melinda Dillon    | Timkó Eszter           |
| Loretta               | Beth Grant        | Némedi Mari            |
| Clara                 | Alice Drummond    |                        |
| Katina                | Marceline Hugot   | Biró Anikó             |
| Bobby Lee             | Jennifer Milmore  | Nemes Takách Kata      |
| Billy Budd            | Jamie Harrold     |                        |
| Jimmy Joe             | Mike Hodge        | Bata János             |
| Tommy                 | Michael Vartan    | Reisenbüchler Sándor   |
| Rachel Tensions       | RuPaul            | Menszátor Magdolna     |
| Önmaga                | Julie Newmar      |                        |
| János bácsi a csatába | Robin Williams    | Forgács Gábor          |

Cameoszereplők
- Julie Newmar – Önmaga
- Naomi Campbell – lány a China Bowlban
- Joseph Arias – Joey Arias
- Lady Catiria – Önmaga
- Alexander Heimberg – Miss Megértett
- Candis Cayne – Önmaga (Brendan McDanniel néven)
- Clinton Leupp – Miss Coco Peru
- Steven Polito – Hedda Lettuce
- Jon Ingle – The Lady Bunny
- Quentin Crisp – a New York-i szépségverseny bírája
- José Sarria – NY szépségverseny bírája
- RuPaul – Rachel Tensions
- Robin Williams – John Jacob Jingleheimer Schmidt

## Filmkészítés
Amikor a főszereplők kiválasztására került sor, Wesley Snipes és John Leguizamo azonnal igent mondtak. Vida Boheme szerepére számos színész szóba került, köztük Robert Downey Jr., William Baldwin, Gary Oldman, Matthew Broderick, James Spader, John Cusack, Mel Gibson, Robert Sean Leonard, Willem Dafoe, John Turturro, Matt Dillon, Rob Lowe, Johnny Depp, Tom Cruise és Robin Williams (utóbbi egy rövid cameoszerep erejéig feltűnik a filmben). Patrick Swayze volt az egyik utolsó színész, aki meghallgatásra jelentkezett Vida szerepére. Beeban Kidron rendező elmondta, hogy végül Swayze sétálása döntötte el az egészet: "Swayze a saját sminkeseivel változtatta át magát nővé, és ragaszkodott hozzá, hogy ő és Beeban sétáljanak egyet a városban, hogy bebizonyítsa, nőként is képes megfelelni", és "szépségével és táncos kecsességével ezt meg is tette". Ő kapta a szerepet."

## Megjelenés
A filmet a mozibemutató után VHS-en, majd 2003. január 7-én DVD-n is kiadták, több törölt jelenettel együtt. A filmet Blu-ray lemezen a Shout! Factory 2019. május 28-án adta ki.

## Bevétel
A film 47,8 millió dolláros bevételt hozott a pénztáraknál világszerte.

## Egyéb média
2017-ben bejelentették, hogy Douglas Carter Beane és férje, Lewis Flynn egy musical-adaptáción dolgoznak a Broadway-n. Egy interjúban Beane kijelentette, hogy a Wong Foo-t eredetileg színpadra írta, és a színpadi jogokat megtartotta, amikor a forgatókönyv elkészült.